# Ártica (continente)
Ártica foi um antigo continente que formou-se há, aproximadamente, 2,5 bilhões de anos, na Era do Neoarqueano.
Ártica era constituído dos escudos do Canadá e da Sibéria, e, atualmente, está situado próximo do Ártico, em torno do atual Polo Norte.

## História
Ártica uniu-se aos continentes Atlântica e Nena há um bilhão de anos, aproximadamente, formando o supercontinente Rodínia.
Com o rompimento do supercontinente, os fragmentos de Ártica permaneceram principalmente em latitudes mais altas.

## Nomenclatura
O nome "Ártica" foi escolhido porque desde sua formação o continente e os cratões que se romperam dele permaneceram a maior parte do seu tempo em latitudes setentrionais. 